# Mogress
Mogress  (in arabo مكرس‎?) è un centro abitato e comune rurale del Marocco situato nella provincia di El Jadida, regione di Casablanca-Settat. Conta una popolazione di 15 705 abitanti (censimento 2014).